# 決勝時刻4：現代戰爭
《決勝時刻4：現代戰爭》是一款由Infinity Ward制作并由Activision發行的，涵蓋Mac OS X、Windows、PlayStation 3、Xbox 360、任天堂DS和Wii多種平台的第一人稱射擊遊戲。該作的名稱和細節首次披露於2007年4月25日，并於2007年11月12日正式發售，而移植至Mac OS X平台的版本則於2008年9月26日發售。該作是決勝時刻系列的第四部作品（不包括資料片）。該作摒棄系列前作一貫採用的第二次世界大战題材，將剧情展開於現代世界中。遊戲採用自有遊戲引擎开發，其開發時間長達2年。該作的續集《決勝時刻：現代戰爭2》已於2009年11月10日發售。《使命召唤：現代戰爭3》於2011年11月8日發售。而重製版《使命召唤：现代战争 重制版》則於2016年先捆綁於《使命召唤：無限戰爭》的限定版發售，后在2017年6月起开始單獨銷售。本次重製版將帶有繁體和簡體中文遊戲内容。
該作的劇情發生在一個虛構的未來（2011年），中东地区一名激進的領袖發動了政變，俄罗斯的極端主義分子則在國内煽動進行內戰。遊戲中通過美國海軍陸戰隊隊員和英國空降特勤隊突擊隊員的視角參與了發生在中東、阿塞拜疆、俄羅斯、烏克蘭普里皮亞季等多个地點發生的戰爭衝突。多人遊戲的部分則包含多種遊戲模式，以及一套升級系統允許玩家隨着等級提升解鎖額外的武器、附件和迷彩組合。
該作發售後得到了不少好評，在GameRankings和Metacritic都得到了94%的累計得分。其遊戲要素、多人遊戲和劇情都得到了表揚，而批評主要集中在其對第一人稱射擊遊戲沒有革命性的改變。遊戲獲得了許多獎項，包括IGN的最佳Xbox 360遊戲獎。該作是2007年全球最暢銷的遊戲，截至2008年1月底共發售了超過700萬份，而至同年6月則達到了1千萬份。截至2019年5月底拿下了全美銷售冠軍。

## 遊戲要素
《決勝時刻4：現代戰爭》是與決勝時刻系列前作類似的第一人稱射擊遊戲，主要的區别在於其背景並非設定於第二次世界大戰，而是現代。作為一款現代戰爭遊戲，該作相比前作添加了許多新的武器和要素，其中包括M4卡賓槍、沙漠之鷹手槍、M203榴彈發射器、G36C突擊步槍、巴雷特反器材狙擊步槍、夜視鏡及與其搭配使用的AN/PEQ-2雷射／紅外線瞄準設備、MP5SD衝鋒槍和FGM-148便攜式反坦克導彈，FIM-92刺針便攜式防空飛彈等。玩家在遊戲過程中都可以得并使用这些设备，但除手榴弹外，玩家至多只能同时携带两件槍械類武器。玩家可以拾取敌人掉下的武器（例如敵軍所遺留下來的AK-47突擊步槍、RPD輕機槍或甚至是RPG-7火箭筒）来替代自己所携带的。玩家还可以携带一些特殊装备，例如装备在枪械上的榴弹发射挂件、夜视仪和呼叫空中支援的设备。而敵軍方面也生動許多，例如有些士兵只從貨櫃後方伸出一隻手來胡亂射擊、或是被擊倒後仍掏出手槍繼續攻擊玩家。同時在某些關卡，敵軍還擁有BMP系列步兵戰車的支援，而玩家必須運用手邊現有的裝備，例如煙幕彈+C4炸彈的組合來接近並摧毀敵軍戰甲車。
该作在游戏方式上继承了不少前作的特征，例如玩家再次跟随由人工智慧控制的非玩家角色一起战斗，他们在游戏中会帮助提供火力掩护、攻击并消灭敌人或是协同攻堅等。玩家所控制的角色拥有三种姿势：站立、蹲下或匍匐，姿势的不同会影响移动速度、射击精度和隐蔽能力。当角色受伤後，屏幕会变红，模拟受伤后眼前血丝的效果，并且还可以听到心跳声加快和痛苦的喘息聲。由於游戏中没有生命值的设定，所以也就不需要去收集急救包来恢复体力，取而代之的是受伤后需要迅速寻找掩护并等待一段时间，这样就可以恢复了。如果角色周围有即将爆炸的手榴弹，屏幕上会显示出标识提醒玩家，玩家可以及时操纵角色躲避或将其扔给敌人。但要特別注意的是，有時候敵軍也會回扔玩家所投擲的手榴彈。而當玩家手持狙擊步槍時，在瞄準鏡模式下，十字線會隨著呼吸而不斷晃動，玩家必須先「閉氣」後才能進行精確的射擊。

### 單人游戏
与系列前作类似，在单人游戏的战役模式中，玩家将轮流扮演多个角色。在游戏中，角色所参与的剧情同时发生，事件相互重叠。因此，玩家的视角在每个任务中都会有所不同。單人遊戲中玩家還能看到M1A2艾布蘭主戰車開火，以及玩家和隊友從黑鷹直升機降落，甚至敵我雙方攻擊直升機的空戰等多人連線模式所沒有的場面。值得一提的是，该作与之后发售的《现代战争2》在剧情和人物上是有继承关系的，这一点在《使命召唤5》与《使命召唤7》之间也有体现。
每个任务都包含一系列的目标，玩家通过游戏界面中的方向和距离提示被领向各个目标。其中一些目标要求玩家到达某个检查点，而另一些则要求玩家消灭特定地点的敌人、坚守阵地以保护某个目标物或在敌人的装置上安置炸藥。通常，玩家有友军跟随，但并不能向友军发号施令。贯穿整个战役中都可以找到包含敌人情报的笔记本电脑，收集这些笔记型电脑可以解锁游戏的特殊奖励。在片尾制作人员名单滚屏结束后，会解锁一个特别的尾声任务，在任务中空降特勤隊队员组成的4人小组要在一架被劫持的航班上解救一名被恐怖分子绑架的重要人物，并在飞机爆炸前逃离。

### 多人游戏

多人游戏夺旗战斗時，玩家正在試圖奪取一枚旗幟的畫面。

该作在多人游戏中可以在多个地图上进行基於组队的或基於死亡战斗模式的游戏，每种模式都有一个要求用特殊战略去完成的任务。当连续消灭3个、5个或7个敌人时，可以呼叫无人机（UAV）侦查扫描、空袭或攻击直升机（当扮演空降特勤隊或美国海军陆战队时为AH-1W超級眼鏡蛇，扮演敌对分子或俄罗斯特种部队时则为Mi-24）。在死亡战斗模式中，当其中一队达到预定数量的分数或预定的时间到时，分数较多的一队获胜。如果当时间终止时两队的分数相等，则为开启玩家不能重生的驟死賽模式，之后最后一个存活的玩家所在的队伍或第一个达到目标的队伍即可以取得胜利。而其他還有拆裝炸彈關卡、主控權爭奪關卡、奪旗關卡、奪取敵軍總部關卡、自由戰鬥模式等等。
在多人游戏中，玩家将根据自己的表现获得经验值，主要获取的方式包括消灭其他玩家、完成目标或者作为胜队的成员。当玩家获得足够的经验值时就能够升级，以解锁新的武器（瞄具或迷彩等也有不同等級）、裝備、特殊技能、挑战和游戏模式。玩家能够获得的最高级别是55级，不过在游戏的主机版本中，玩家可以选择进入“威望”（Prestige）模式，将自己的等级重置为1级，并将所有的奖励换为游戏中的特殊勋章。这样的过程可以重复10次，每次都将获得不同的勋章，使得玩家实际上要有605级才能集齐所有勋章。
玩家完成一个挑战将获得经验值并解锁武器附件。当玩家的级别提高时，还将解锁新的武器、特殊技能或挑战。在经验值较低的级别里，玩家只能够在5个预设的等级中选择，不能够创建可以自选武器的自定义等级。然而随着玩家的级别提高，他们可以自定义自己的等级，包括选择主武器、副武器和特定的手榴弹类型。此外，玩家还能选择一定数量的特殊技能以进一步定制自己的角色。这些技能包括提高玩家角色的杀伤力、让玩家角色能够承受更多攻击、衝刺距離增長、走路無聲或在被杀死时引爆一颗手榴弹与敌人同归於尽等。玩家还可以尝试进行一些挑战，包括使用特定武器杀死一定数量的敌人、击落直升机或以爆头的方式杀死一定数量的敌人。其中挑戰種類既多且不容易達成，例如像是「殺死某敵方玩家，撿起他的武器，並用該武器再次殺死該玩家」、「射擊敵方所放置的C4炸彈，引爆該炸藥並藉此殺死放置該炸藥的敵軍玩家」、「使用刺刀捅死三個敵方玩家並且自己要全身而退」等。

## 游戏概要

### 角色介绍
在该作的单人游戏战役模式中，玩家将以第一人称视角控制6个不同的角色。在游戏的绝大多数时间，玩家将扮演来自英國空降特勤隊（S.A.S.）第22部队绰号“肥皂”（Soap）的约翰·麦克塔维什（John MacTavish）。在第1关的5个关卡中，玩家还将操纵部署在中东的美国海军陆战队第1侦查部队的保罗·傑克森（Paul Jackson）中士。在一段倒叙中，玩家可以操作空降特勤隊第22部队的长官普萊斯（Price）上尉（倒叙中为中尉）。普萊斯由曾经在电视连续剧《The Bill》中扮演唐·比奇（Don Beech）而著名的演员贝利·默里（Billy Murray）配音。亚西尔·阿勒富拉尼（Yasir Al-Fulani）是游戏中没有提及名称的一个中东国家的总统，在游戏的开场序幕中他还没有被处死前可以被玩家控制。在一个关卡中，玩家扮演一艘美国AC-130空中砲艇上的紅外線成像儀操作官，而在最後一關中则扮演一位为了解救一名VIP而渗透到被劫持航班上的英国空降特勤隊员。
该作的非玩家角色在剧情中也有突出的表现，普萊斯上尉和他的副手，由克雷格·费尔布拉斯（Craig Fairbrass）配音的加斯是麦克塔维什的指导者。而保罗·傑克森所在的海军陆战排则由大卫·索博洛夫（David Sobolov）配音的瓦斯奎茲（Vasquez）中尉和Infinity Ward首席动画师马克·格里格斯比（Mark Grigsby）配音的格里格斯（Griggs）上士率领。其后在俄罗斯的关卡中，麦克塔维什与格里格斯并肩作战。与英美军队同盟的俄罗斯保卫军由卡马洛夫（Kamarov）中士带领。麦克米蘭（MacMillan）上尉是普莱斯在尝试暗杀扎卡耶夫（Zakhaev）行动时的指导者和指挥官。剧情中的反面角色为俄罗斯极端分子集团的首领伊姆兰·扎卡耶夫（Imran Zakhaev），与其结盟的中东暴动武装的指挥官卡立德·阿拉萨德（Khaled Al-Asad）和伊姆兰·扎卡耶夫的儿子、极端分子集团的重要人物维克托·扎卡耶夫（Victor Zakhaev）。玩家在游戏中主要扮演空降特勤隊（S.A.S.）和美国海军陆战队（U.S.M.C.）两个阵营。

### 剧情
2011年（遊戲時間）在白令海的一场任务中，由普萊斯上尉和盖兹带领英国空降特勤隊的部队，新成员“肥皂”麦克塔维什中士和其他队友突袭了一艘可疑货船，并在船上发现核装置。此时，该船突然遭到米格战斗机袭击，队伍只能撤退，而带出来的货物清单有证据显示，俄罗斯极端民族主义组织与中东的反叛派系之间相互勾结。俄罗斯极端分子头目伊姆兰·扎卡耶夫希望将他祖国恢复到苏联时期的境况，但他得先转移国际社会的注意力。同时，在中东一个无名小国，分离主义者卡立德·阿拉萨德通过扎卡耶夫的资助下发起政变，在电视直播中枪毙了中东国家总统阿勒富纳里，并取得政权。随后，英国和美国发起了一场维和行动来阻止这两个地区的暴乱。情报员尼古莱（Nikolai）被俄罗斯极端分子监禁，俄罗斯保卫军协助英国空降特勤隊将尼古莱解救出来，但是中途小分队的直升机被击落，只好徒步穿越武装分子控制区，后来得到了AC-130空中炮艇的支援。
在美军对中东国家的袭击中，由瓦斯奎茲中尉和保罗·傑克森中士带领海军陆战队第一武裝偵察連，该部队试图搜索阿拉萨德的下落，但只找到了一家正在播放阿拉萨德的政治宣传节目的电视台。陆战队随后加入了入侵行动协助陆军。但在行动已近尾声，美国中央指挥部（United States Central Command）被海豹六队告知战场附近有一处核武器，于是派遣核应急支援小组（Nuclear Emergency Support Team，NEST）拆除该装置。不幸的是，核弹突然爆炸，夷平了整座城市。瓦斯奎茲部队的直升机中途爆炸，傑克森因此死亡。

遊戲裡遭到重創的廢墟地圖（上）中，與真實世界中車諾比核事故疏散後的普里皮亞季（下）極為相似，如圖片中的廣場。

英国方面随后了解，在美国海军陆战队进攻之前，阿拉萨德早已潜逃。情报员尼古萊帮助空降特勤隊在阿塞拜疆北部边境找到并讯问阿拉萨德。当得知扎卡耶夫提供了核弹后，普萊斯上尉处死了阿拉萨德。随后，普萊斯上尉回忆起15年前在乌克兰普里皮亚季刺杀扎卡耶夫的任务。在切尔诺贝利核电站事故和苏联瓦解的余波中，扎卡耶夫利用骚乱在核扩散中获利，并利用他新获得的财富来吸引前苏联的军队组成他的极端分子团体。当时，在英国政府的命令下，普萊斯和他当时的上司麦克米蘭上尉一起执行暗杀扎卡耶夫的机密任务。麦克米蘭发现了扎卡耶夫，普萊斯使用巴雷特M82A1狙击枪向他射击，但却只射下他的左臂。这两名特种兵随后被敌军追击，惊险地逃生。
回到现实中，为了阻止扎卡耶夫，三个部队联合行动，普萊斯上尉带领空降特勤隊、格里格斯上士带领海军陆战队第一武裝偵察連余部、卡马洛夫中士带领俄罗斯部队。他们试图抓住扎卡耶夫的儿子维克托来讯问他父亲的下落，但最后维克托无路可逃而自杀了。扎卡耶夫激怒了，谴责西方国家要为他儿子的死负责，计划向美国发射弹道导弹。然而，行动小队成功地使导弹自毁，并乘坐卡车和吉普车逃离了导弹发射场，扎卡耶夫的部队在后面追击。

扎卡耶夫正準備對一名受傷的特種部隊成員開槍，被「肥皂」約翰·麥克塔維什中士擊斃。

在队伍想跨过一座桥逃离时，此桥被敌武装直升机击毁了，队伍被后面的敌人包围。盖兹从卡马洛夫中士的呼叫得知，其部队马上来协助英美军队（在本关开头就已经知道了，但是卡瑪洛夫后面那次呼叫是为了说增援部队延误了）。这时，直升机發射一枚火箭弹，所有人失去战斗能力，扎卡耶夫的部队追上来，与队伍的剩余成员交火。格里格斯将肥皂推向安全区域，不久后被击中（他将肥皂拖到一辆车后面，再孤身一人持轻机枪与敌人交火，因颈部中弹而阵亡）。扎卡耶夫和他的两名保镖处死了盖兹和另外两个队友。当他正走向肥皂和普萊斯时，突然他的武装直升机被摧毁，同时俄政府军的mi-28武装直升机到来，导致注意力被分散了。普萊斯乘机将他的手枪扔给了肥皂，让他击毙了扎卡耶夫和他的两名保镖。而后卡马洛夫和他的部队抵达，将肥皂和普莱斯救走。
游戏最后会出现隐藏关“高空俱乐部”（Mile High Club），玩家控制一名SAS突击队员，在三分钟内与三名队友攻过机舱并解救人质。另外，还有一个广泛流传的“隐藏结局”：当扎卡耶夫准备处决重伤的SAS队员时，一名叫汤普森的SAS新兵（另有一说此人物的名字随机，但是在最初公布的截图和视频当中此人的名字均显示为“Pvt. Thompson”）会冲上来用枪托击倒扎卡耶夫和他的两名手下并拯救所有人。有人认为这是制作组留下的彩蛋，但也有人认为这仅仅是存档文件紊乱或者游戏BUG造成的（画面中重伤倒地的四人中有一人由于程序错误而没有被设置为“重伤”状态）。

## 陣營

### 玩家角色所屬
- 美國海軍陸戰隊第1遠征軍第1武裝偵察連（英语：1st Force Reconnaissance Company）（USMC 1st Force Reconnaissance Company）[22]
- 英國陸軍第22特種空勤團B小隊（22nd Special Air Service Regiment Team Bravo）
- 美國空軍（US Air Force）

### 友軍
- 美國海軍陸戰隊（US Marine Corps）
- 美國空軍（US Air Force）
- 俄羅斯聯邦政府軍（Russian Loyalists）[23]

### 敵方
- 俄羅斯極端民族主義黨武裝份子（Russian Ultranationalists）
- 阿薩德派系叛軍（OPFOR）[24]

### 聯機模式登場組織
- 美國海軍陸戰隊武裝偵察連（Marine Force Recon）
- 英國陸軍特種空勤團（S.A.S）
- 俄羅斯特種部隊（Spetsnaz）[25]
- 阿薩德派系叛軍（OPFOR）

## 游戏开发
《使命召唤4：现代战争》由一百人组成的团队进行开发，开发时间将近两年。在完成《使命召唤2》后，Infinity Ward团队决定抛弃系列前作的第二次世界大战环境，从而意味着有三个游戏创意，一是《決勝時刻4：現代戰爭》，二是《決勝時刻：現代戰爭2》，三是《決勝時刻：現代戰爭3》。在开发本作的过程中，制作团队避免提到现实中时下发生的战争，并保留主题为双方实力均匀。为了增强游戏的现实感，开发团队在美国加州沙漠中的海军陆战队空地作战中心（Marine Corps Air Ground Combat Center）参加了一场实弹射击的训练。这为开发者模拟开火时的特效提供了帮助。团队也与海军陆战队员进行交流，以了解他们在作战时的背景、情感和态度。团队还雇佣了一些退役军人来监督游戏中的动作捕捉和人工智慧。
开发团队在设计多人游戏的方面时，考虑游戏的平衡能够满足新手，并提供一些新功能给老玩家。当初，空中支援（空袭和武装直升机）本涉及玩家在特定区域战斗时，获得空中支援来攻击敌人。这种想法随后被放弃，因为不适合团队倾向的死亡战斗模式。取而代之的是连续灭敌奖励系统，这系统能够鼓励玩家提高水平。玩家在战斗前可以选择武器，避免在战场中寻找武器。开发者主要设计游戏地图为死亡战斗模式，但认为这些设计也适用於其他游戏模式。地图布局的设计使得玩家没法躲避。

### 音效
《決勝時刻4：現代戰爭》的音乐绝大多数由英国作曲家史蒂芬·巴顿（Stephen Barton）谱写，哈利·葛瑞森-威廉斯也为主题曲等游戏音乐谱曲。游戏的一些音轨在Infinity Ward的“现代战争的7天”（7 Days of Modern Warfare）网站上提供下载，在巴顿的个人网站上也有提供一些下载。与片尾制作人员字幕一同播放的饶舌歌曲由该作的首席动画师马克·格里格斯比（Mark Grigsby）演唱。

### 游戏引擎

从截图中可以看出《決勝時刻4：現代戰爭》光影和天气特效，而好的視覺效果往往能引起更多消費者的購買興趣。

《決勝時刻4：現代戰爭》采用自有游戏引擎，支援包括真实世界动态光源、高动态光照渲染、动态阴影和景深等特效。“子弹穿透性”由引擎计算，考虑包括表面类型、物体厚度等因素。该作的主机版本分辨率为600线逐行扫描，以每秒60帧的固定帧率显示。
游戏中的车辆和一些建筑是可以被破坏的，这使得玩家需要区分掩体和隐蔽物，因为一些木制表面和墙体并不能保证玩家的安全。子弹的弹速在穿透物体后会有所降低，降低的程度和物体的厚度以及表面类型都有关系。游戏采用前作中没有的动态物理引擎，如死亡时的动作由预设的动作和布娃娃系统合并计算而成。在多人游戏中，玩家的重生点会根据附近的武器、敌人的位置和观察范围决定，这些条件将尽量避免玩家在死亡后重新进入游戏时立即被杀，或由於某些玩家蓄意等待重生的玩家而被反复杀戮。
这一游戏引擎还被用来开发Activision的另外两款游戏。该系列后一作《決勝時刻：戰爭世界》使用了原始引擎的增强版，而另一个被轻微改动的版本在詹姆斯·邦德的电子游戏《量子危机》（Quantum of Solace，2008年）及《黃金眼007》（GoldenEye 007，2010年）中被采用。

## 市场发行
《決勝時刻4：現代戰爭》的名称和细节於2007年4月25日首度公開。两天后，即游戏官方预告片发布的前一天，Infinity Ward设立了一个名为“Charlie Oscar Delta”的网站提供游戏的有关信息，该网站包括一个系统提供任务给玩家，完成后可以提升其等级并竞争奖品的，网站名则来自《決勝時刻》（Call of Duty）的首字母C、O、D在北约音标字母中的标记。次日，该作的首支预告片发布。
该作Xbox 360版的Beta测试於同年4月30日开始，用以测试服务器，寻找缺陷和平衡武器的设定。这一测试最初只向美国居民开放，而后又向其他几个国家开放，最终於9月30日结束。测试中的最高等级原先设为16级，但随着测试的进行一直提升到了25级。在测试中可以选择三张多人游戏的地图：Crash、Vacant和Overgrown。PC平台的单人游戏演示版於2007年10月11日发布，起先在雅虎独家提供下载，而后允许自由下载。演示版包括游戏中的一个关卡：“泥沼”（The Bog），在其中演示了夜视功能、粒子和爆炸效果等相关的图形效果。

### 零售版本
该作有标准版和典藏版两种版本发售。典藏版中除标准的游戏内容外包含一张标题为《伟大的空降特勤隊任务》（Great SAS Missions）的片长168分钟的纪录片DVD，片中有空降特勤隊在作战中的档案资料画面和前空降特勤隊成员的描述，DVD中还有开发者制作的游戏制作花絮以及关卡导览。除此以外典藏版还包含一张限量版的海报和一本独有的硬皮画册，介绍前所未有的概念、开发和最终的游戏艺术设计。这些所有东西都装在一个较标准零售版大的纸盒中。典藏版最初只在美国有售，尔后也在其他国家发行。
该作在北美洲於2007年11月6日同时面对几种主机和Windows平台发行，在大洋洲於次日发行，而欧洲则在11月9日才得发行。其Mac OS X版本由Aspyr开发，并於2008年9月26日发行。该作在台湾则由松崗科技代理發行PC版，但并没有中文版。而在中国大陆，原本预定由中电博亚代理發行，但代理商最终因无法通过审批而被迫放弃引进。游戏于2011年1月16日左右在Mac App Store上发行。Wii移植版《使命召唤：现代战争 反射》（Call of Duty: Modern Warfare: Reflex）由Treyarch开发并于2009年11月10日，和《使命召唤：现代战争2》以及《使命召唤：现代战争 动员》（Call of Duty: Modern Warfare: Mobilized）一同发行。

### 下载内容
Infinity Ward在2008年4月1日提供了Xbox 360版本的地图增强包（Variety Map Pack），包括新增的多人游戏关卡Killhouse、Creek、Chinatown和Broadcast。同一地图包的PS3版本则由於其PS商店网站当时正在进行更新而推迟於4月24日发布。这一地图增强包在发布的9天内被超过100万人下载，相当於1000万美元，创造了Xbox Live付费下载内容的记录。其Windows版於2008年6月5日则作为由NVIDIA赞助的免费下载内容随1.6版补丁一道提供。

### 重製版
該作的重製版《使命召唤：现代战争 重制版》於2016年先捆綁於《使命召唤：無限戰爭》的限定版發售，后在2017年6月起开始單獨銷售。

## 游戏评价
| 汇总媒体     | 得分                                            |
| ------------ | ----------------------------------------------- |
| GameRankings | X360：94.16% PS3：93.54% PC：92.29% Wii：78.50% |
| Metacritic   | X360：94/100 PS3：94/100 PC：92/100 Wii：76/100 |

| 媒体          | 得分   |
| ------------- | ------ |
| Eurogamer     | 9/10   |
| Game Informer | 10/10  |
| GamePro       | [ 61 ] |
| GameSpot      | 9/10   |
| GameSpy       | [ 63 ] |
| GameTrailers  | 9.4/10 |
| IGN           | 9.4/10 |
| 官方Xbox杂志  | 10/10  |
| X-Play        | [ 66 ] |

| 媒体                   | 奖项                                                           |
| ---------------------- | -------------------------------------------------------------- |
| GameCritics            | 最佳动作类游戏                                                 |
| GameSpot               | 最佳图形奖，最佳射击类游戏，最佳PS3游戏                        |
| GameTrailers           | 最佳图形奖，最佳PS3游戏                                        |
| GamePro                | 年度综合最佳游戏                                               |
| IGN                    | 最佳Xbox 360游戏，2007年度最佳射击游戏                         |
| GameSpy                | 最佳PS3游戏，最佳Xbox 360游戏，最佳PC游戏，年度游戏            |
| X-Play                 | 最佳射击类游戏，最佳音效设计奖                                 |
| 斯派克電子遊戲大獎     | 最佳设计类游戏，最佳军事游戏                                   |
| 互动艺术和科学学院     | 年度动作类游戏，年度主机游戏，年度综合游戏奖                   |
| 英国电影和电视艺术学院 | 年度最佳游戏要素奖，年度最佳剧情和角色奖，年度玩家选择的游戏奖 |

《決勝時刻4：現代戰爭》的所有版本都获得了电子游戏出版界的好评。其Xbox 360版本在GameRankings上的80个评论中获得了平均94%的评分，在Metacritic上的70个评论中也获得了同样的分数。而PS3版本在两个网站上则依據46和44個评论中获得了94%的评分。此外，Windows版本也在GameRankings上获得了平均93%的评分，在Metacritic上的37个评论中则获得了92%的评分。
Wii平台發行的《使命召唤：现代战争 反射》，在匯總得分方面均低於《決勝時刻4：現代戰爭》，Wii版本在GameRankings基於34個評論獲得78%，而Metacritic則根據45個評論給予76分。
评论者认为该作的游戏要素将第一人称射击类游戏带入了“在深度和强度上前所未见的一个新层次”。对於多人游戏，《官方Xbox杂志》的萊恩·麥卡佛雷（Ryan McCaffrey）表示“游戏的多人游戏模式巩固了其立即成为经典的地位”，“战役中没有轻松的时刻”。GameSpot也给予该作好评，认为“高质量的战役和极佳的多人游戏选项造就了《決勝時刻4》这一奇幻般的游戏”。X-Play则评论“该作虽然没能给这类游戏带来革命性的变化，但是它如此接近於完美”。《GamePro》崔維斯·摩西（Travis Moses）声称“多人游戏令人惊讶的深刻，足以在深度和广度上与《最後一戰3》媲美”。
该作的剧情得到了评论者的大量称赞。《GamePro》认为“紧张的单人游戏战役在极其令人信服的情节叙述中提供了充沛的行动体验；游戏中有些时刻让你凉彻心扉”。GameSpot则认为其唯一的大缺陷是“单人战役仿佛在一瞬间就结束了”。然而IGN则认为该作与其前作一样，战役“相当的线性”，“避开了沙盒游戏的概念”，这使得该作在“出色地设计好的场景片断”中提供了“一场更为丰富、更为集中的体验”。
该作也得到了一些批评。《Xbox World 360》就不看好这一游戏，用“它只是虚无、重复和一些小把戏的载体”来评价该作实际上没有为第一人称射击类游戏带来革命性的进步。《Pelit》也认为“单人游戏的结构……早就该更新了”，“在整个战役中从一个检查点猛冲到另一个实在不够好”。

### 所获奖项
《決勝時刻4：現代戰爭》获得了由许多游戏网站和权威机构评选的奖项。GameSpot和GameTrailers都授予它“2007年度E3最佳图形奖”和“2007年度最佳PlayStation 3游戏奖”。它还获得了游戏杂志《GamePro》和《GameSpy》的好评，前者授予它“2007年度综合最佳游戏”称号，后者则将其选为各个平台的最佳游戏，并评价它为“2007年度游戏”。Gamecritics也称之为“最佳动作类游戏”。在如IGN、X-play和斯派克電子遊戲大獎等的评选中，该作也获得了诸如“最佳音效设计”、“2007年度最佳射击游戏”和“最佳军事游戏”等多种奖项。互动艺术与科学学院（Academy of Interactive Arts & Sciences）授予该作“年度主机游戏”、“年度动作类游戏”和“年度综合游戏奖”。而英国电影和电视艺术学院则授予该作“年度最佳游戏要素奖”、“年度最佳剧情和角色奖”和“年度玩家选择的游戏奖”，是该次评选中获得奖项最多的游戏。

### 销售情况
在发行前，人们预测其销量会超越極為成功的《最後一戰3》，因为《決勝時刻4：現代戰爭》廣受好評，且同时在3个平台上发行。由于其需求量很大，使得许多零售商仅能满足预购者的需要。该作实现预言，根据NPD集团的统计，从2007年11月至2008年1月，其Xbox 360版本在美国成为那期间的最畅销游戏：2007年11月，该作的Xbox 360版本卖出了157万份，PS3版本卖出了44.4万份；当年12月，其Xbox 360版则卖出了147万份；2008年1月，其Xbox 360和PS3版本则分别卖出33.1万份和14万份。根据NPD集团的数据，该作的Xbox 360版本在2007年美国电子游戏销量中排行第3，位列销售482万套的《最後一戰3》之后。截至2008年1月，《決勝時刻4：現代戰爭》在全球市场上已销售超过700万份，是2007年最畅销的游戏。2008年6月3日，其开发者Infinity Ward声称该作已经销售超过1千万套。

该作经常被盗版，有好多盗版在互联网上非法传播。游戏的开发者之一罗伯特·鲍林（Robert Bowling）表示：“这周我们获得了一些令人不安的数据，关於目前参与多人游戏的PC玩家数量……其中令人震惊的是那些使用盗版游戏盗取、破解的CD密钥的玩家的百分比（如此之高）。”